# キシルロース-5-リン酸
D-キシルロース-5-リン酸（キシルロース-5-リンさん、D-Xylulose 5-phosphate、略：Xu5P）は、ペントースリン酸経路およびカルビン回路の中間体の一つ。ペントースリン酸経路ではリブロース-5-リン酸-3-エピメラーゼによってリブロース-5-リン酸から作られる。カルビン回路ではトランスケトラーゼによってケトースから作られる。
以前はペントースリン酸経路における中間体として主に考えられていた。2003年の研究ではキシルロース-5-リン酸が主にChREBP転写因子を活性化させることで遺伝子発現に影響していることが報告されたが、その後の2013年の研究ではキシルロース-5-リン酸ではなくグルコース-6-リン酸がグルコースに応答したChREBPの核移行と転写活性に必須であることが示されている。